# Jean-Pierre Bocquel
Ne doit pas être confondu avec Jipé Bocquel.
Jean-Pierre Bocquel, né le 17 mai 1944 à Quimper, est un peintre français.

## Biographie
Jean-Pierre Bocquel, né le 17 mai 1944 à Quimper, est titulaire d'un CAPES en art tridimensionnel obtenu en 1967. Peintre, dans une technique finement matérialiste, il développe une figuration sobre et stylisée. Il est le président fondateur du Salon de la Jeune Peinture d'Angers. Il reçoit en 1985 à Cholet le Prix Fernand Dupré.